# Кардмейкінг
Кардмейкінг (англ. cardmaking; у перекладі card - листівка, make - робити) - мистецтво виготовлення вітальних листівок своїми руками.

## Історія
Кардмейкінг, як напрям у мистецтві, виник нещодавно, але створенням листівок займалися ще у Стародавньому Китаї. Там існувала традиція на Новий рік обмінюватися листівками. У Єгипті привітання записувались на сувоях папірусу. У XIII-XIV ст. паперові вітальні листівки прийшли у Європу. Відомо, що німці друкували новорічні листівки з допомогою ксилографії, а у Європі на поч. та в сер. XV ст. великою популярністю користувалися валентинки. Проте, такі листівки на той час були дорогим задоволенням і лише з сер. XIX ст., після широкого впровадження друкованого верстату, вітальні листівки могли купувати усі охочі. 
На той час модною тенденцією стали різдвяні листівки, перша з яких з'явилися у 1843 році у Лондоні. Сер Генрі Коул найняв художника Джона Хорслі для створення дизайну листівок, які б він міг надсилати друзям та знайомим.

## Матеріали для кардмейкінгу
Папір. Використовують як кольоровий папір, так і картон (білий та кольоровий), фольгу. На паір можуть також бути нанесені візерунок або малюнок.
Ножиці або ніж для розрізання паперу.
Елементи декору. Бісер, намистинки, стрази, пайетки, ґудзики, брадси і т. п. 
Клей. Використовують клей ПВА та клей-олівець.
Двосторонній скотч. Зручний тим, що допоможе уникнути плям та слідів від клею, оскільки прозора стрічка майже непомітна.
Фігурні дироколи. Використовуються для прикрашання та оформлення листівок з допомогою витинання фігурних отворів на папері. Бувають фігурні, бордюрні, кутові, кругові, мультифункціональні.
Степлер.
Стрічки, мереживо, тасьма.
Нитки.
Тканина.
Штампи. Бувають двох видів – із полімеру (акрилові штампи) та із ґуми – ґумові штампи

## Стилі в кардмейкінгу
Кардмейкінг, як і скрапбукінг має різні стилі виконання. Стиль обирається відповідно до призначення листівки.
Гранж. У кардмейкінгу цей стиль дає свободу творчості. У листівки можуть бути рвані краї, з елементами потертостей. Кольори, як правило, приглушені, темні: коричневий, сірий, чорний. Цей стиль частіше використовують при виготовленні листівок для чоловіків.
Вінтаж. (Ретро) Листівки в цьому стилі зроблені під старовину, в бляклих відтінках. Елементи декору повертають у минуле: використовують старі ґудзики, пожовклі тканини і мереживо. Часто у вінтажному стилі використовують дістрессінг (зістарювання паперу).
Міні-листівка. Листівки цього стилю невеликого розміру (це зрозуміло з назви), відрізняються простотою виконання. Дуже часто їх використовують як доповнення до букету квітів.
Скрап-стиль. Листівки в стилях, запозичених зі скрапбукінгу: 
- Шебі-шик
- Херитаж
- Американський стиль
- Європейський стиль
- Стиль «clean & simple»
- Фрі-стайл
- Мікс-Медіа
- Стімпанк